# Muhuta
Muhuta es una comuna de la provincia de Rumonge en Burundi. En agosto de 2008 tenía una población censada de 60 630 habitantes.
Se encuentra ubicada al suroeste del país, cerca de la orilla sudoriental del lago Tanganica. 